# Punta Marina Terme
Punta Marina Terme è una località balneare della Riviera Romagnola e frazione del comune di Ravenna. Amministrativamente fa parte della Circoscrizione del Mare. Situata ad est del centro della città, sul litorale, è il secondo dei Lidi Sud, dopo Marina di Ravenna, seguita poi da Lido Adriano (col quale forma oramai un'unica conurbazione), Lido di Dante, Lido di Classe e Lido di Savio. È caratterizzata da ampie spiagge sabbiose e da un'estesa pineta. 
Punta Marina Terme è un centro turistico balneare, con diversi alberghi e pensioni, tre campeggi, un villaggio turistico, ristoranti, locali di divertimento e numerosi stabilimenti balneari. È sede di un noto stabilimento termale, posizionato sulla spiaggia, specializzato in cure marine.
Inoltre vi è ubicata la stazione meteorologica di Ravenna Punta Marina, ufficialmente riconosciuta dall'organizzazione meteorologica mondiale e punto di riferimento per lo studio del clima che caratterizza la città e la sua fascia costiera.

## Storia
La zona in cui attualmente sorge Punta Marina Terme era originariamente la foce del corso d'acqua formato dai fiumi uniti Ronco e Montone; i detriti apportati dalle loro acque avevano formato nel tempo una cuspide di terra che avanzava stagionalmente. 
Nel 1737, al fine di proteggere la città dalle inondazioni, il corso dei Fiumi Uniti venne spostato a sud. L'alveo abbandonato fu occupato dal canale Molinetto (detto anche "del Molino"), che sfocia ancora oggi presso l'abitato.
Nel 1802, durante il periodo napoleonico, alla località fu attribuito il nome di Punta Ravenna.

Nel corso del XIX secolo la manutenzione del letto dei Fiumi Uniti venne completamente abbandonata, così l'alveo si riempì progressivamente ed il territorio divenne nuovamente soggetto a frequenti inondazioni.
Punta Ravenna rimase un'area acquitrinosa fino agli inizi del XX secolo. Le bonifiche degli anni venti diedero vita all'assetto attuale, e quindi nacque la possibilità di accogliere pescatori, contadini e braccianti con le loro famiglie. La frazione assunse il nome attuale di Punta Marina.

Negli anni trenta fu aperta la prima scuola pubblica.
In questo periodo spuntarono sulla spiaggia i primi capanni in legno. Fatti dai ravennati, erano vissuti come un punto di appoggio, dove mangiare e trascorrere le giornate al mare
Durante la seconda guerra mondiale i tedeschi costruirono diversi bunker, sia di tipo tobruk che di tipo regelbau come difesa costiera per contrastare un eventuale sbarco degli Alleati (sul modello di quello che poi avvenne in Normandia). Tutt'oggi, lungo il litorale di Punta Marina, vi sono sette bunker tedeschi ben conservati. Le truppe tedesche presenti nella zona costrinsero gli abitanti a costruire trincee e sbarramenti anticarro, utilizzando anche il legno dei capanni, e i pini, distruggendo completamente la pineta circostante. Ancora oggi in diverse zone a ridosso della spiaggia sono ben visibili i cosiddetti "denti di drago", grossi blocchi di cemento posizionati uno a fianco all'altro e ben mimetizzati con la vegetazione, come ostacolo distruttivo per i carri nemici. 
Al termine del conflitto lentamente il paese riprese la via dello sviluppo, fino a diventare uno dei Lidi di Ravenna più visitati. Negli anni settanta esistevano due cinema all'aperto, più di una discoteca per il pubblico giovanile; i turisti, sia italiani che stranieri, abbondavano.

A partire dagli anni novanta la località ha perso quota nei confronti dei lidi confinanti; le presenze hanno cominciato a diminuire; cinema e discoteche hanno chiuso. Oggi Punta Marina è rimasta una meta per famiglie ed anziani in cerca di tranquillità.

Sul litorale sono rimasti ancora in piedi 36 capanni balneari, strutture edificate nella zona retrodunale nei primi decenni del Novecento, vestigia della Punta Marina pre-turismo di massa.
Nel XXI secolo si è aggravato il problema dell'erosione costiera. Per fronteggiare le catastrofiche mareggiate che accorciano sempre più la spiaggia del lido e minacciavano gli stabilimenti balneari, sono state costruite delle scogliere che si prolungano dalla spiaggia verso il mare e delle barriere parallele al bagnasciuga.